# Squamanita
Espèce
Squamanita est l'un des genres de champignons de l'ordre des Agaricales les plus énigmatiques. Ses espèces sont des mycoparasites déformant leur hôte au point qu'il soit méconnaissable ; seules les dernières études moléculaires parviennent à des déterminations sûres. Elles sont extrêmement rares et sporadiques, bien que présentes dans le monde entier. Malgré de nombreuses études et la cohérence du groupe, le consensus quant à leur position phylogénétique n'est pas encore trouvé. En attendant des preuves satisfaisantes, elles sont placées au sein de la famille des Tricholomataceae.

## Description
Les Squamanita présentent des sporophores de forme tricholomatoïde ; ils sont terrestres, grégaires à sub-cespiteux, parfois solitaires, se développant à partir d'une mycocécidie ressemblant à un bulbe difforme,. 
Le chapeau est charnu, sec, rugueux et radialement fibrilleux à écailleux. Ses couleurs varient du gris violacé au jaune brunissant, et sont surlignées par une très fine marge involutée. Les lamelles sont serrées ou non, très étroites à écartées, toujours plus ou moins adnées, recourbées, souvent avec un bord irrégulier, blanchâtres ou d'une couleur similaire à celle du chapeau. Le pied est solide, plutôt court, fibrilleux, de la même couleur que le chapeau, présentant des écailles également similaires à celles du chapeau si présentes. La chair offre souvent une saveur douce et une odeur aromatique plus ou moins forte, parfois différente de sa mycocécidie. Par exemple, S. odorata sent une odeur très aromatique de raisin ou de fleur d'oranger (acétate d'amyle) mais sa mycocécidie, issue d'Hebeloma mesophaeum, a une odeur raphanoïde distincte et un goût rappelant les espèces d'Hebeloma.
La mycocécidie est simple, sub-cylindrique, fusiforme, napiforme ou sub-globuleuse ou est composée de plusieurs éléments ainsi formés sur une base commune, pouvant devenir creuse. Parfois des chlamydospores à parois épaisses y sont situées sur la surface ou juste sous la couche corticale.

## Biologie

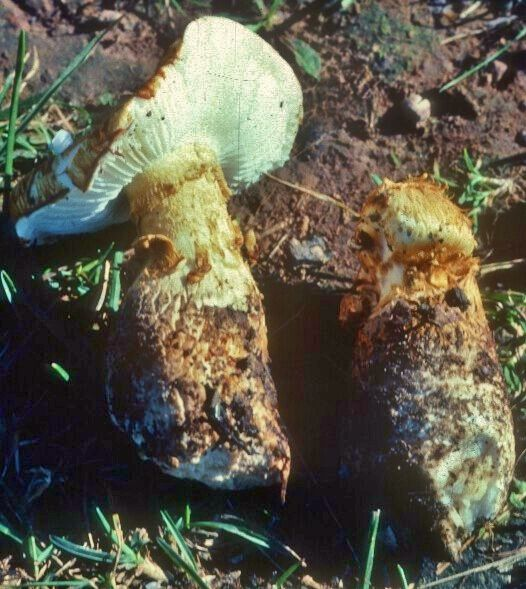
Squamanita umbonata (Virginie occidentale, États-Unis)

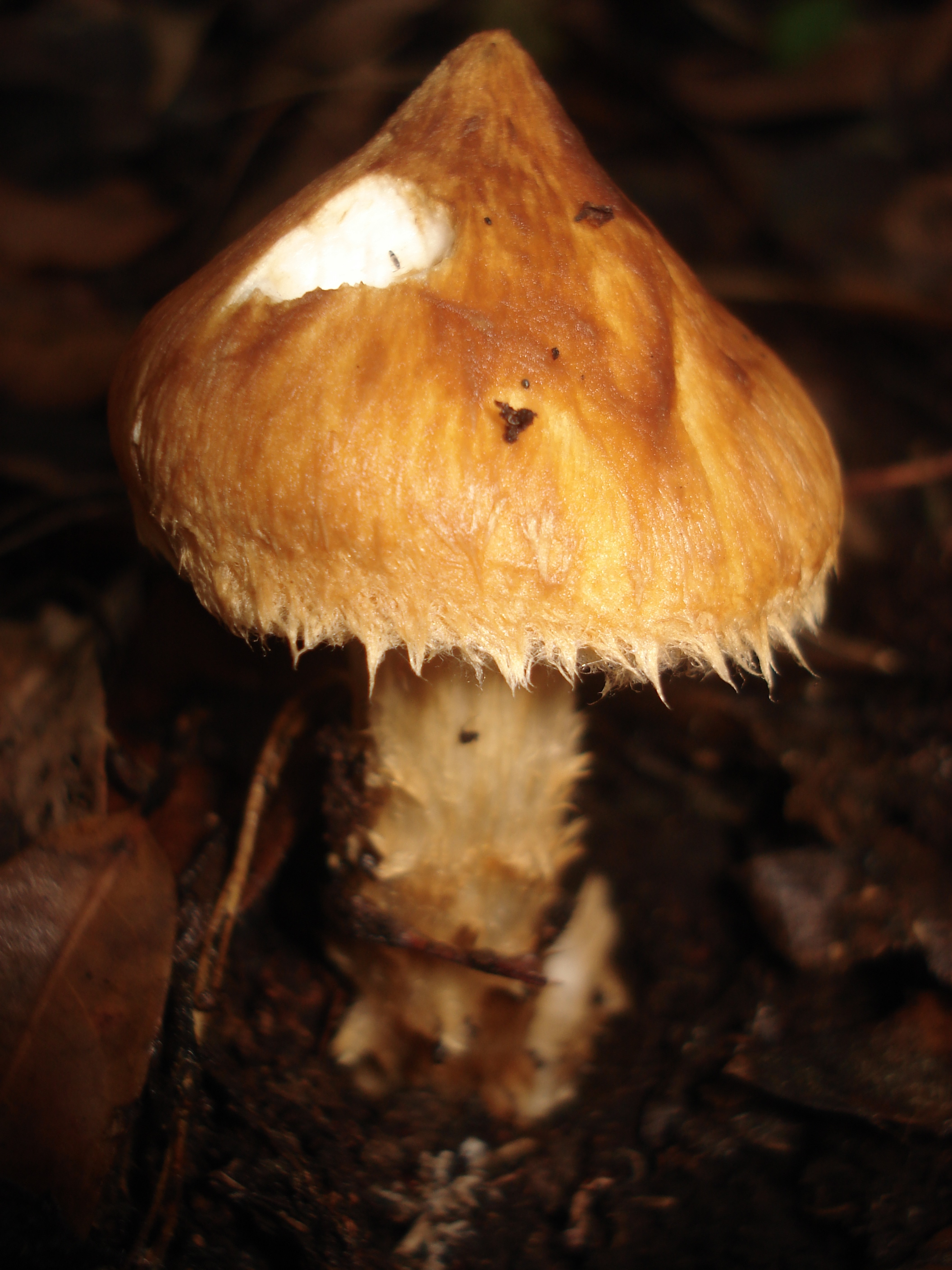
Jeune spécimen de Squamanita umbonata (Veracruz, Mexique))

Les espèces de Squamanita sont presque toutes des mycoparasites biotrophes. Leurs sporophores se développent à partir d'autres espèces d'Agarics, déformant tellement leur hôte qu'il en devient une base élargie de leur propre pied et qu'il est difficilement reconnaissable. Parfois, plusieurs individus démarrent d'un seul hôte. Cette difformité dans laquelle se développe le mycélium a reçu de nombreuses dénominations au fil des années : « organe sclérotique » (par rapport à la sclérote), « tubercule protocarpique » (du grec ancien καρπός (karpos) « fruit ») ou encore « galle » et ses dérivés étymologiques « cécidiocarpe » et « mycocécidie ». Les premiers termes montrent l'incompréhension des premières études face à ce qui était interprété comme un organe de réserve. Depuis les années 2000, le terme consacré est « mycocécidie », traduisant une excroissance tumorale induite par un parasitisme déformant sur un être vivant,,.
À ce jour, douze espèces de Squamanita sont reconnues ; parasitant au moins sept genres différents d'Agaricales, à savoir Amanita, Cystoderma, Galerina, Hebeloma, Inocybe, Kuehneromyces, Phaeolepiota, et peut-être également Mycena. À l'exception de quelques études moléculaires, ces espèces hôtes sont principalement identifiées sur des preuves morphologiques et écologiques.

## Systématique
Le genre Squamanita est décrit par le botaniste suisse Emil J. Imbach en 1946 à partir de spécimens de Squamanita schreieri issus de ripisylves suisses. En 1968, après avoir examiné le matériel génétique, le mycologue autrichien Egon Horak redéfinit l'ensemble des caractères microscopiques du groupe. Sur la base de sa morphologie, il est successivement attribué à différentes familles dont les Tricholomataceae, les Cystodermataceae, les Dermolomataceae et les Squamanitaceae.
Les analyses phylogénétiques des années 2000 suggèrent que Squamanita est proche de Cystoderma et Phaeolepiota ; ils représentent alors un clade monophylétique formant la tribu des Cystodermateae. Les travaux moléculaires ultérieurs,, redéfinissent ce groupe comme une famille à part entière : les Squamanitaceae au sein du sous-ordre des Agaricineae. Malheureusement, en raison du manque de matériel génétique issu de l'espèce type, S. schreieri, les preuves phylogénétiques moléculaires ne sont pas suffisantes. Celle-ci étant d'ailleurs classée au sein des espèces en danger d'extinction par l'IUCN depuis 2019. Dans l'attente, le genre Squamanita reste incertae sedis, ou, faute de mieux, est placé au sein de la famille de définition large et englobante des Tricholomataceae.

## Ensemble des espèces et leurs hôtes respectifs
Est ici regroupé l'ensemble des espèces reconnues selon Index Fungorum. Entre parenthèses, se trouvent les hôtes des espèces concernées, ainsi que leur présence en France métropolitaine selon l'INPN, signalée par un (F) si échéant.
- Squamanita basii (hôte : Cystoderma sp.[7]) (F)
- Squamanita citricolor
- Squamanita contortipes (hôtes : Galerina sp. : G. pumilla[4]? et Mycena aetipes[7]?)
- Squamanita fimbriata (hôte : Kuehneromyces mutabilis[7])
- Squamanita granulifera
- Squamanita odorata (hôte : Hebeloma mesophaum[2])  (F)
- Squamanita paradoxa (hôtes : Cystoderma amianthinum et Cystoderma carcharias[7])  (F)
- Squamanita pearsonii (hôte : Cystoderma amianthinum[7]) (F)
- Squamanita schreieri (hôtes : Amanita strobiliformis et A. echinocephala[4]) (F)
- Squamanita squarrulosa
- Squamanita umbilicata
- Squamanita umbonata (hôtes :  Inocybe oblectabilis[13] et Amanita excelsa[5]) (F)

Squamanita stangliana est synonymisée en Rhodophana stangliana ; S. cettoiana d'Italie a été synonymisée avec Amanita lepiotoides ; S. umbonata, présente sur l'ensemble de l'hémisphère Nord, serait une espèce cryptique. De plus, de nombreuses espèces sont encore à décrire ou à homologuer : Squamanita tropica de Malaysie, S. nepaliensis du Népal, S. phaelepioticola du Japon, S. calyptrata ainsi que S. mira, S. orientalis et S. sororcula, 3 espèces de Chine.